# (11696) Capen
(11696) Capen (1998 FD74) – planetoida z grupy pasa głównego asteroid okrążająca Słońce w ciągu 3,28 lat w średniej odległości 2,21 j.a. Odkryta 22 marca 1998 roku.